# 楊昭 (清朝)
楊昭（？—？），陕西大兴人，清朝政治人物。
道光二十二年十二月，擔任清朝廣東省潮州府豐順縣知縣道光二十二年十二月到任。后由李廷鑾接任。